# Bust de Josep Rigol
El Bust de Josep Rigol és un bust fet per Francisco Pérez Mateo en homenatge a Josep Rigol, director durant més de 20 anys del llavors anomenat Museo Municipal de Arte del Castell Cartoixa de Vallparadís i membre destacat de la Junta
Municipal de Museus de Terrassa. La peça va ser donada al Museu de Terrassa el 1996 per M. Assumpció Rigol i Vicenta Ribas.

## Història
Aquest retrat de Josep Rigol és obra del seu amic Francisco Pérez Mateo (Barcelona, 1903- Madrid, 1936). Josep Rigol i Francisco Pérez Mateo es van conèixer a Madrid, a l'Academia de Bellas Artes de San Fernando. L'escultor hi ingressà el 1919, mentre que Rigol ho feu uns quants anys més tard, concretament el 1922. Ambdós joves compartien l'afició per l'esport, fet que, molt possiblement, els apropà.
La historiografia actual ha rescatat de l'oblit l'artista Pérez Mateo, com a figura cabdal de l'escultura d'avantguarda espanyola. La seva mort prematura, en el front de Carabanchel Alto, i el seu marcat compromís polític feren que, durant el llarg període franquista, el seu record quedés completament enterrat, així com part de la seva obra. Josefina Alix, comissària d'una exposició de l'artista celebrada al Museu Nacional Centre d'Art Reina Sofia, explica com dues escultures de l'artista es troben soterrades per l'asfalt d'un carrer proper a la seva casa taller. Així mateix, posa de manifest que bona part de la seva obra està desapareguda.
L'estil de Pérez Mateo, segons Josefina Alix, s'incriu dins el corrent artístic de la Nova Objectivitat, moviment cultural que s'origina a l'Alemanya després de la Primera Guerra Mundial i que neix com a reacció a l'expressionisme. Aquest nou corrent advoca pel retorn a la figuració. Una figuració realista que plasma de manera objectiva la realitat i que té un marcat component social i reivindicatiu.
Pérez Mateo realitzava una escultura clarament influenciada per l'art arcaic, principalment per l'escultura egípcia i etrusca. El seu, era un art modern que es caracteritzava per la utilització de la talla directa. Una pràctica que considerava franca i sincera, en font a la falsedat que suposava el modelatge d'una figura en una matèria tova i dúctil que posteriorment es passava a pedra per mans alienes a les del mateix artista.